# 다카사이촌
다카사이촌(高道祖村)은 이바라키현 쓰쿠바군에 일찍이 존재했던 촌이다. 현재의 시모쓰마시에 해당한다.

## 역사
- 1889년 4월 1일 - 정촌제 시행에 수반해 다카이시촌이 단독으로 촌제를 시행해 쓰쿠바군 다카사이촌이 성립하였다
- 1954년 6월 1일 - 마카베군 후사카미촌, 쓰쿠바군, 가미쓰마촌, 도요카미촌과 함께 시모쓰와정에 편입해, 동일 도요카미촌은 폐지되었다.

## 인구
| 1891년 | 1,527 |
| 1920년 | 1,985 |
| 1935년 | 2,161 |
| 1950년 | 2,726 |

## 교통

### 도로
- 2급국도
  - 국도 제125호선

## 참고문헌
- 角川日本地名大辞典編纂委員会『角川日本地名大辞典 8 茨城県』、角川書店、1983年 ISBN 4-04-001080-9
- 日本加除出版株式会社編集部『全国市町村名変遷総覧』、日本加除出版、2006年、ISBN 4-8178-1318-0